# Bernard Lewis

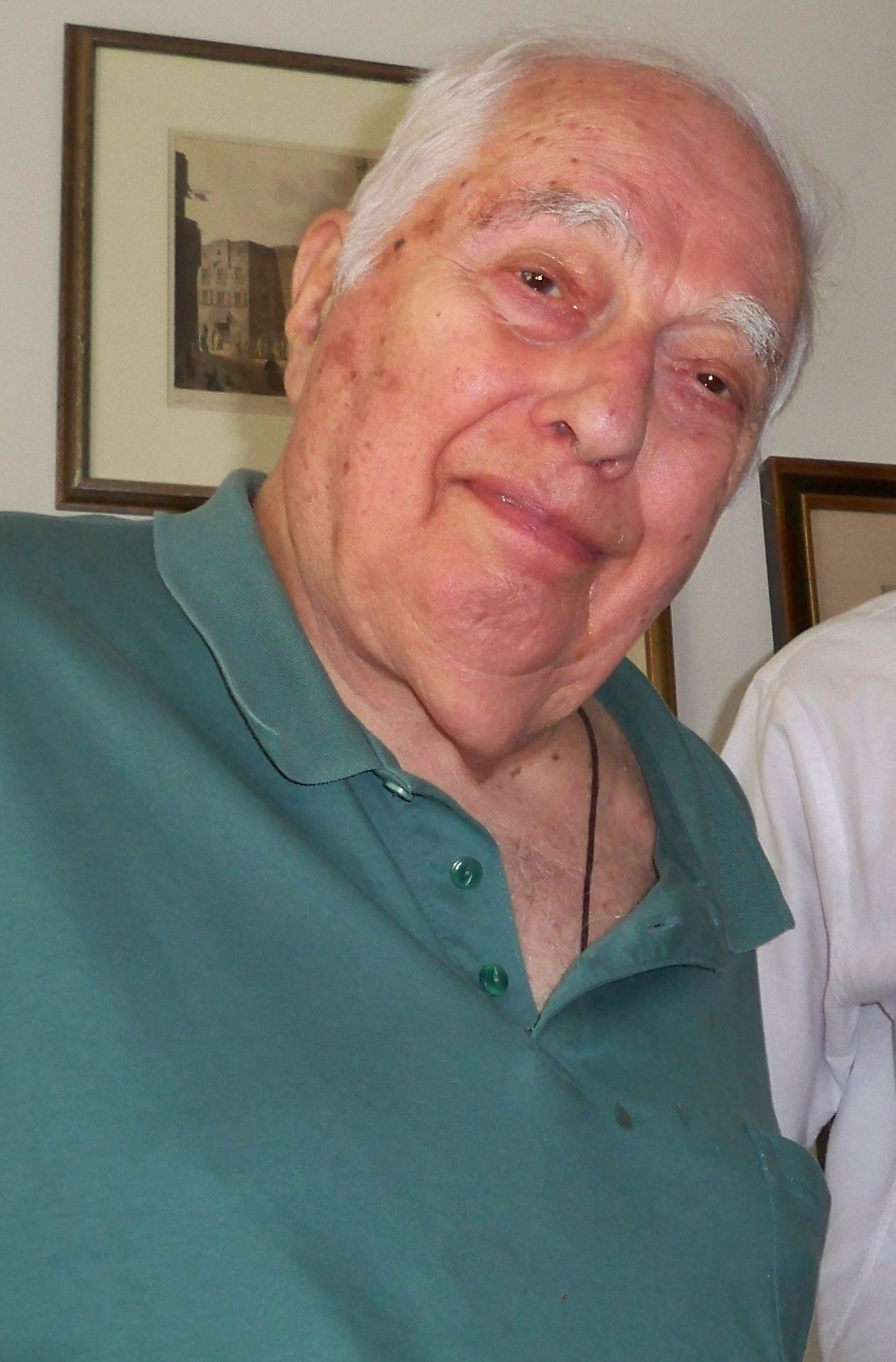
Bernard Lewis (2012)

Bernard Lewis (* 31. Mai 1916 im früheren Borough of Stoke Newington in London; † 19. Mai 2018 in Voorhees Township, New Jersey) war ein britisch-amerikanischer Historiker mit dem Schwerpunkt Orientalistik und Islamgeschichte. Er war ebenfalls als Politikberater tätig, zuletzt für den ehemaligen amerikanischen Präsidenten George W. Bush.

## Leben
Lewis war Kind einer jüdischen Familie aus der Mittelschicht. Er schloss sein Studium der Geschichte mit dem Schwerpunkt Naher und Mittlerer Osten an der University of London 1936 ab. Dann ging er nach Paris an die Sorbonne und kehrte 1938 wieder zur University of London zurück, an der er assistant lecturer für Islamische Geschichte wurde. Im Zweiten Weltkrieg diente er zuerst in der Armee, heiratete die damals 18-jährige spätere Kryptoanalytikerin Regene Lewis, mit der er aber nur kurz zusammen blieb, und arbeitete für den Rest des Krieges in einer Außenstelle von Bletchley Park für das  britische Außenministerium in London.
Nach dem Krieg kehrte er wieder an die Universität London zurück, an der er bis 1974 den Lehrstuhl für Geschichte des Nahen und Mittleren Ostens innehatte. Von 1974 bis 1986 lehrte er als Professor of Near Eastern Studies an der Princeton University in den USA, an der er auch dem Institute for Advanced Study angehörte, und wurde 1963 Mitglied der British Academy, 1973 der American Philosophical Society sowie 1983 der American Academy of Arts and Sciences. Seit 1994 war er auswärtiges korrespondierendes Mitglied der Académie des inscriptions et belles-lettres.
Lewis war Verfasser zahlreicher Bücher und Untersuchungen zur arabischen Welt. Er galt bei vielen als einer der besten Kenner des Nahen Ostens. Seine Thesen werden aber auch sehr kontrovers diskutiert, zuletzt wurde unter anderem Lewis’ Befürwortung des Irak-Krieges 2003 kritisiert. Einer der Hauptkritiker Lewis’ war der Literaturtheoretiker Edward Said.

## Werk
In „Die Juden in der islamischen Welt“ (1984, dt. 1987) analysiert Lewis die Geschichte der Juden in den islamischen Ländern. Er zeigt, wie die Juden als Vertreter einer ‚Buchreligion‘ im Islam als gedemütigte, aber schariatisch geschützte Minderheit existierten, welche kulturellen Interdependenzen es zwischen jüdischen und islamischen Anschauungen gab und welche realgeschichtlichen Faktoren die Verschärfung bzw. Lockerung der Diskriminierung/Duldung der Juden in den islamischen Ländern bewirkten. Den Import des modernen westlichen Judenhasses in den Orient erklärt er u. a. aus dem Gefühl der Demütigung in der islamischen Welt, in der die Gleichstellung der Juden als Bruch mit der koranischen Idee islamischer Überlegenheit interpretiert worden sei.
In seinem Werk „Race and Slavery in the Middle East“ (1990) beschreibt Lewis die Institution der islamischen Sklaverei und die Entstehung eines, wenn auch vom Koran her nicht legitimierbaren, Rassismus in den islamischen Ländern im Mittelalter. Die Idee einer Abwesenheit von Rassismus im islamischen Raum sei ebenso ein europäischer Mythos wie die Gleichsetzung der islamischen mit der westlich-transatlantischen Sklaverei.

## Positionen
Lewis warnte über längere Zeit vor den Gefahren des Islamismus für die westlichen Gesellschaften. Er sah einem am 26. März 2007 in New Perspectives Quarterly veröffentlichten Artikel zufolge eine „dritte muslimische Angriffswelle“ auf Europa zurollen (nach der ersten Eroberung Arabiens und Nordafrikas durch die Araber und der zweiten durch die Osmanen zu Beginn der Neuzeit):

„Die Kombination von natürlicher Vermehrung und Einwanderung, die enorme Umschichtungen in der Bevölkerungsstruktur hervorbringt, könnte in absehbarer Zukunft zu signifikanten Bevölkerungsmehrheiten in wenigstens einigen europäischen Städten, vielleicht sogar Ländern führen […] Aber die westlichen Demokratien haben auch ein paar Vorteile – die wichtigsten davon sind Wissen und Freiheit. Die Anziehungskraft modernen Wissens auf eine Gesellschaft, die in der ferneren Vergangenheit über eine echte Tradition von gelehrten Errungenschaften verfügt, liegt auf der Hand. Die Muslime sind sich klar und schmerzhaft der Tatsache bewusst, dass sie im Verhältnis zu uns zurückgeblieben sind, und sie heißen die Chance willkommen, das zu korrigieren.“

In seinem Buch The Emergence of Modern Turkey von 1961 gab Lewis zur „Armenierfrage“ an, dass die armenische Unabhängigkeitsbewegung die ernsteste aller Bedrohungen für das Osmanische Reich gewesen sei. Während die Türken widerwillig auf die eroberten Länder der Serben, Bulgaren, Albaner und der Griechen verzichten konnten, da sie letztendlich ferne Provinzen aufgaben und die Grenzen des Reiches „näher nach Hause“ rückten, hätten die Armenier über das Herzstück des türkischen Heimatlandes verteilt gesiedelt. Diese Länder aufzugeben, hätte keine Verkleinerung des türkischen Staates, sondern seine Auflösung bedeutet. Es hätte der „verzweifelte Kampf zwischen zwei Völkern“ um dasselbe Heimatland begonnen, der mit dem furchtbaren Holocaust von 1915 an 1,5 Millionen Armeniern geendet habe. Später änderte Lewis seine Ansicht. 1993 gab Lewis bei einem Interview der französischen Zeitung Le Monde zwar erneut an, dass es sich um einen Kampf zwischen zwei Völkern um dasselbe Heimatland gehandelt hätte, fügte aber nunmehr hinzu, es sei zweifelhaft, dass es sich um einen Genozid an den Armeniern handelte, weil es keinen Plan zur Ausrottung der Armenier gegeben habe. Türkische Dokumente würden die Absicht zur Vertreibung beweisen, nicht die Absicht zur Ausrottung. Am 1. Januar 1994 wiederholte er in einem Brief an Le Monde seinen Standpunkt, es gebe keinen seriösen Nachweis, dass die osmanische Regierung die Ausrottung des armenischen Volkes beabsichtigt habe. In der dritten Auflage seines Buches The Emergence of Modern Turkey von 2002 änderte Lewis seine Aussage über den „furchtbaren Holocaust“ und seine Angaben zu Opferzahlen. Der Satz spricht nunmehr von „Metzeleien“ (slaughter) anstelle von „Holocaust“, Schätzungen von mehr als einer Million armenischen Toten (anstelle von 1,5 Millionen Toten) und einer unbekannten Zahl von türkischen Toten.

## Kritik an Lewis
Auf der politischen Ebene wird, neben seiner Befürwortung des Irakkrieges, Lewis auch eine zu große Nähe zur offiziellen türkischen Politik vorgeworfen. In einem Interview wies der britische Historiker Donald Bloxham auf die Finanzierung des Atatürk-Lehrstuhls für Turkologie in Princeton, dessen Inhaber Lewis war, und des Instituts für Türkische Studien in Washington D.C. durch den türkischen Staat und die US-Rüstungsindustrie hin. Die Nähe zum türkischen Staat und die Angst, keinen Zugang zu türkischen Archiven zu erhalten, hätten nach seiner Ansicht Lewis in seinen Publikationen beeinflusst. Lewis bestreitet, dass es sich bei den von Türken begangenen Massakern an Armeniern in den Jahren 1915 bis 1917 um einen Völkermord gehandelt habe (siehe Leugnung des Völkermords an den Armeniern). Neben Bloxham haben weitere bekannte Historiker und Sozialwissenschaftler scharfe Kritik an Lewis’ Darstellung der türkischen Geschichte geübt. Zu diesen Kritikern gehören unter anderem Pierre Vidal-Naquet, Albert Memmi und Alain Finkielkraut.
Dem Literaturtheoretiker Edward Said zufolge ist Lewis’ Darstellung des Orients geprägt von willkürlichen Zuschreibungen und Setzungen. Andere Wissenschaftler, wie etwa S. M. Stern, kritisieren, dass Lewis die gleichen Thesen über Jahre in verschiedenen Publikationen immer wieder veröffentliche, ohne die wissenschaftliche Debatte ausreichend zu berücksichtigen. So wird auch die Position von Lewis kritisiert, dass das Osmanische Reich von der europäischen Aufklärung nie erreicht worden sei. Diese habe im Gegenteil dazu geführt, dass die flexible Konstruktion des auf dem Ausgleich zwischen Gruppen, Regionen und Religionen basierenden Reichs unter europäischem Einfluss, teils auch unter europäischem Druck, durch bürokratisch-zentralistische und nationalstaatliche Konzepte ersetzt wurde, die oft unkonkret blieben und in den Nationalismus führten.

## Schriften (Auswahl)
- The Origins of Ismāʿīlism. A study of the historical background of the Fāṭimid Caliphate. Heffer, Cambridge 1940.
- The Arabs in History. Hutchinson, London u. a. 1950
  - deutsch: Die Araber. Aufstieg und Niedergang eines Weltreichs  Europa, Wien u. a. 1995, ISBN 3-203-51235-1.
- The Emergence of Modern Turkey. Oxford University Press, London u. a. 1961.
- The Assassins. A Radical Sect in Islam. Weidenfeld and Nicolson, London 1967 (mehrere Auflagen).
  - deutsch: Die Assassinen. Zur Tradition des religiösen Mordes im radikalen Islam (= Die Andere Bibliothek. 59). Eichborn, Frankfurt am Main 1989, ISBN 3-8218-4059-5.
- als Herausgeber: Islam from the Prophet Muhammad to the Capture of Constantinople (= Harper Torchbooks. 1749–1750). 2 Bände (Band 1: Politics and War. Band 2: Religion and Society.). Harper & Row, New York NY u. a. 1974, ISBN 0-06-131749-7 (Bd. 1), ISBN 0-06-131750-0 (Bd. 2).
  - deutsch: Der Islam von den Anfängen bis zur Eroberung von Konstantinopel. 2 Bände (Band 1: Die politischen Ereignisse und die Kriegsführung. Band 2: Religion und Gesellschaft.). Artemis, Zürich u. a. 1981–1982, ISBN 3-7608-4523-1 (Bd. 1), ISBN 3-7608-4528-2 (Bd. 2).
- The Anti-Zionist Resolution. In: Foreign Affairs. Band 55, Nr. 1, 1976, S. 54–64, JSTOR:20039627, (Zur UNO-Resolution gegen den Zionismus).
  - deutsch: Über die Zionismus-Resolution der UNO (Vereinte Nationen). In: John Bunzl (Hrsg.): Der Nahostkonflikt. Analysen und Dokumente.[20] Braumüller u. a., Wien u. a. 1981, ISBN 3-7003-0273-8, S. 48–59.
- als Herausgeber: The World of Islam. Faith, People, Culture. Thames and Hudson, London 1976, ISBN 0-500-25046-4 (Auch als: Islam and the Arab World. Faith, People, Culture. Knopf u. a., New York NY 1976).
  - deutsch: Welt des Islam. Geschichte und Kultur im Zeichen des Propheten. Westermann, Braunschweig 1976, ISBN 3-14-509027-5.
- The Muslim Discovery of Europe. Weidenfeld & Nicolson, London 1982, ISBN 0-297-78140-5.
  - deutsch: Die Welt der Ungläubigen. Wie der Islam Europa entdeckte. Propyläen, Frankfurt am Main u. a. 1983, ISBN 3-549-07637-1.
- als Herausgeber mit Benjamin Braude: Christians and Jews in the Ottoman Empire. The Functioning of a Plural Society. 2 Bände (Band 1: The Central Lands. Band 2: The Arabic-Speaking Lands.). Holmes & Meier, New York NY u. a. 1982, ISBN 0-8419-0519-3 (Bd. 1), ISBN 0-8419-0520-7 (Bd. 2), (Metasuche – loginpflichtige Suche).
- Semites and Anti-Semites. An Inquiry into Conflict and Prejudice. Norton, New York NY u. a. 1986, ISBN 0-393-02314-1.
  - deutsch: „Treibt sie ins Meer!“ Die Geschichte des Antisemitismus. Ullstein, Frankfurt am Main u. a. 1987, ISBN 3-550-07639-8.
- Race and Slavery in the Middle East. An Historical Enquiry. Oxford University Press, New York NY u. a. 1990, ISBN 0-19-506283-3.
- The Political Language of Islam. University of Chicago Press, Chicago IL u. a. 1988, ISBN 0-226-47692-8.
  - deutsch: Die politische Sprache des Islam. Rotbuch, Berlin 1991, ISBN 3-88022-769-1.
- Islam and the West. Oxford University Press, New York NY u. a. 1994, ISBN 0-19-507619-2.
  - deutsch: Kaiser und Kalifen. Christentum und Islam im Ringen um Macht und Vorherrschaft. Europa, Wien u. a. 1996, ISBN 3-203-79500-0.
- The Shaping of the Modern Middle East. Oxford University Press, New York NY u. a. 1994, ISBN 0-19-507281-2.
  - deutsch: Der Atem Allahs. Die islamische Welt und der Westen. Kampf der Kulturen? Europa, Wien u. a. 1994, ISBN 3-203-51229-7.
- The Middle East. 2000 Years of History from the Rise of Christianity to the Present Day. Weidenfeld & Nicolson, London 1995, ISBN 0-297-81345-5.
  - deutsch: Stern, Kreuz und Halbmond: 2000 Jahre Geschichte des Nahen Ostens. Piper, München u. a. 1997, ISBN 3-492-03541-8.
- Kultur und Modernisierung im Nahen Osten (= IWM-Vorlesung zur modernen Philosophie. 1999). Passagen, Wien 2001, ISBN 3-85165-483-8.
- What went wrong? Western Impact and Middle Eastern Response. Oxford University Press, New York NY 2002, ISBN 0-19-514420-1.
  - deutsch: Der Untergang des Morgenlandes. Warum die islamische Welt ihre Vormacht verlor. Lübbe, Bergisch Gladbach 2002, ISBN 3-7857-2108-0.
- The Crisis of Islam. Holy War and Unholy Terror. Weidenfeld & Nicolson, London 2003, ISBN 0-297-64548-X.
  - deutsch: Die Wut der arabischen Welt. Warum der Jahrhunderte lange Konflikt zwischen dem Islam und dem Westen weiter eskaliert. Campus, Frankfurt am Main u. a. 2003, ISBN 3-593-37343-2.
- The New Anti-Semitism. First religion, then race, then what? In: The American Scholar. Band 75, Nr. 1, Winter 2006, S. 25–36, (online).